# Ситч, Тэмми Линн
Тамара Линн Ситч (англ. Tamara Lynn Sytch, род. 7 декабря 1972 года) — американская женщина-рестлер и менеджер в рестлинге.
Ситч добилась большого успеха в качестве Са́нни (англ. Sunny) в World Wrestling Federation (WWF, позже WWE) в 1990-х годах и считается первой дивой WWF. В 1996 году America Online назвала её самой скачиваемой знаменитостью в интернете. Позже она выступала под своим именем в Extreme Championship Wrestling (ECW), World Championship Wrestling (WCW) и Ring of Honor. В 2011 году Ситч была введена в Зал славы WWE.

## Ранняя жизнь
Родители Ситч имели русско-американское происхождение. Ситч воспитывалась в строгости своим отцом, военным в отставке, раннее служившим в Военно-морских силах США. В 1990 году, она окончила среднюю школу Сидар-Ридж в городке Олд-Бридж, Нью-Джерси. В 1993 году, в период своей работы в рестлинг-промоушне Smoky Mountain Wrestling, в рамках сюжетной линии, Ситч представлялась как студентка юридического факультета колледжа Уэллсли в Массачусетсе. Затем, она перевелась в Университет Теннесси, где проходила начальную медицинскую подготовку, с намерением стать либо пластическим хирургом, либо хирургом-ортопедом. Во время своего первого года обучения в колледже, она работала внештатным фотографом.

## Карьера в рестлинге

### Smoky Mountain Wrestling (1992—1995)
Ситч начала путешествовать со своим парнем Крисом Кандидо, чтобы заработать немного денег. В конце 1992 года она подписала шестимесячный контракт с Smoky Mountain Wrestling. Впервые она появилась на экране под именем Тэмми Фитч в 1993 году. Она играла злодейку, которая боготворила Хиллари Клинтон. В своей первой сюжетной линии в компании она угрожала подать иск о половой дискриминации из-за отсутствия видных позиций, предлагаемых женщинам. В июне 1993 года неназванная Ситч появилась на шоу Eastern Championship Wrestling Super Summer Sizzler Spectacular.
Ситч привела Брайана Ли к чемпионству в тяжелом весе, а также стала сопровождать Кандидо в его матчах. К маю 1994 года она управляла этими двумя мужчинами в качестве команды, которая выиграла командное чемпионство у «Рок-н-ролл экспресс». Однако и Ситч, и Кандидо покинули промоушен в начале 1995 года ради работы в World Wrestling Federation (WWF).

### World Wrestling Federation (1995—1998)
В конце 1994 года с Ситч связались в WWF, и она начала выступать в роли Тамары Мерфи, комментатора сегментов Live Event News на синдицированных телешоу WWF. Месяц спустя Кандидо присоединился к WWF, и дуэт начал выступать в роли Санни и Скипа, известных под общим названием «Бодидонны», злодейских фанатиков фитнеса. Позже к команде присоединился Зип (Том Причард), и Санни была в их рядах, когда они выиграли командное чемпионство WWF у «Годвиннов» на WrestleMania XII. В 1996 году она получила награду Pro Wrestling Illustrated «Менеджер года». Несколько недель спустя «Годвинны» вернули себе чемпионство, и Санни отвернулась от «Бодидоннов» в пользу новых чемпионов. Затем она отвернулась от «Годвиннов» и помогла «Дымящимся пушкам» выиграть командное чмпионство. После того как «Пушки» проиграли титул на шоу In Your House 10: Mind Games, она уволила их в центре ринга.
Она некоторое время была менеджером Фаарука Асаада, помогая ему в его вражде за интерконтинентальное чемпионство с Марком Меро и его менеджером Сейбл. Затем Санни начала выступать в качестве ведущей в нескольких телевизионных шоу WWF, включая LiveWire и Shotgun Saturday Night. Кроме того, она появилась в программах MTV Singled Out и Entertainment Tonight. Тем временем Кандидо ушёл из WWF в Extreme Championship Wrestling (ECW), и вскоре она стала выступать вместе с ним в промоушене. В августе 1997 года она выступила на шоу ECW Hardcore Heaven 1997.
В 1998 году Санни стала фейсом и на короткое время стала менеджером «Легиона судьбы 2000», приведя их к победе в бою за звание первого претендента на звание командных чемпионов на WrestleMania XIV. Санни продолжала управлять ими, пока не была уволена в июле 1998 года на фоне слухов о закулисных проблемах с Сейбл и зависимости от болеутоляющих средств, а также неявки на несколько выступлений.

### Extreme Championship Wrestling (1998—1999)
После увольнения из WWF в июле 1998 года, Ситч присоединилась к Extreme Championship Wrestling (ECW). Её дебют состоялся на шоу Heat Wave через четыре дня после увольнения из WWF. Теперь она была заявлена как Тэмми Линн Ситч, она помогала Кандидо в его победе над Лэнсом Штормом и их последующей вражде. В сентябре Шторм представил своего собственного менеджера, пародию на Ситч, «Тэмми Линн Битч» (позже известную как Дон Мари). Позже в том же году, на фоне слухов об употреблении наркотиков, Ситч и Кандидо на некоторое время ушли с телевидения.
Когда дуэт вернулся, Кандидо снова присоединился к команде Шейна Дугласа «Тройная угроза», а Ситч начала вражду с менеджером Дугласа Франсин. Вражда прервалась, когда Ситч была арестована за нарушение запретительного приказа, выданного её матерью. После короткого тура по Австралии, она вернулась в октябре 1999 года в эпизоде ECW on TNN, где открыто рассказала о своих прошлых проблемах с наркотиками и перевоспитании. Кандидо и Ситч покинули промоушен в декабре 1999 года.

### World Championship Wrestling (2000)
После выступления в Xtreme Pro Wrestling (XPW) в начале 2000 года Ситч и Кандидо подписали контракт с World Championship Wrestling (WCW). Кандидо дебютировал в марте того же года, а Ситч — месяц спустя на Spring Stampede, и помогла ему выиграть титул чемпиона WCW в полутяжёлом весе в матче против Артиста, ранее известного как Принц Иаукеа. Затем она враждовала с менеджером Иаукеа — Пейсли. Эта недолгая вражда завершилась на Slamboree, когда Артист и Пейсли сняли с Тэмми платье, чтобы показать её нижнее белье после одиночной победы Кандидо над Иаукеа. Затем Ситч и Кандидо недолго враждовали с Ломом и Даффни. Позднее Кандидо отказался от титула, что ознаменовало конец пребывания пары в компании. Как и в прошлом, уход Ситч был окружен слухами о злоупотреблении наркотиками.

### WWE (2007, 2009, 2011)
Впервые после долгого перерыва Ситч появилась в WWE на праздновании 15-летия Raw. 5 апреля 2009 года Ситч в роли Санни приняла участие в королевском бое 25 див за звании «Мисс Рестлмания» на Рестлмании XXV. В матче она была выбита Бет Феникс. 2 апреля 2011 года Ситч была включена в Зал Славы WWE. Объявление о включении было оглашено всеми дивами WWE.

## Карьера в порнографии
В 2016 году компания Vivid выпустила порнофильм «Sunny Side Up: In Through the Backdoor» с Ситч в главной роли.
В апреле 2020 года Ситч завела аккаунт на OnlyFans и начала выкладывать откровенные видео и фотографии самой себя. До ареста в июле 2020 года на её аккаунте OnlyFans было более 2 200 подписчиков, и Ситч утверждала, что зарабатывала на сайте более 100 000 долларов в месяц. После освобождения из тюрьмы в июне 2021 года Ситч вернулась к размещению откровенных материалов на OnlyFans.

## Личная жизнь
Ситч училась в одной школе со своим бойфрендом Крисом Кандидо, который впоследствии познакомил её с рестлингом. Ситч регулярно работала с Кандидо на протяжении всей его карьеры и оставалась с ним до его смерти в 2005 году. К 2007 году она снова училась в школе, изучая медицинские технологии.
У Ситч были девятимесячные отношения с Шоном Майклзом в конце 90-х годов.

### Проблемы с законом
25 марта 2022 года Ситч стала участницей смертельной автокатастрофы в округе Волуша, Флорида, в результате которой погиб 75-летний мужчина. Согласно полицейскому отчету из департамента полиции Ормонд-Бич, Ситч управляла автомобилем Mercedes-Benz 2012 года выпуска, когда она врезалась в заднюю часть автомобиля Kia Sorento 2013 года выпуска, остановившегося на светофоре. Свидетели рассказали полиции, что Ситч ехала на большой скорости, когда врезалась в Kia Sorento. Ситч была доставлена в больницу с неизвестными травмами, а образец её крови был взят на анализ. В мае 2022 года Ситч была арестована по обвинению в вождении в нетрезвом виде и непредумышленном убийстве после того, как токсикологическая экспертиза показала, что во время смертельной автокатастрофы содержание алкоголя в её крови превышало допустимую норму в 3,5 раза. После первоначального освобождения под залог в $227 500 судья счел., что она представляет опасность для общества, и через шесть дней отменил залог, а Ситч вернули в тюрьму в ожидании суда. В случае осуждения ей грозит 26 лет лишения свободы 16 августа 2023 года Ситч признала обвинения без оспаривания. 27 ноября 2023 года её приговорили к семнадцати с половиной годам лишения свободы и восьми годам условно.

## Титулы и достижения
- Cauliflower Alley Club
  - Другие лауреаты (1996)
- New England Pro Wrestling Hall of Fame
  - С 2013 года
- Pro Wrestling Illustrated
  - Менеджер года (1996)[26]
- Women Superstars Uncensored
  - Чемпион WSU (1 раз)[26][27]
- World Wrestling Federation/WWE
  - Slammy Award (2 раза)
    - Лучшие булочки (1996)[26][28]
    - Умы, стоящие за хаосом (1996)[26]

  - Зал cлавы WWE (2011)